# Styr Północny
Styr Północny (460 m) – szczyt na Pogórzu Rożnowskim. Stanowi zakończenie grzbietu ciągnącego się od Suchej Góry (378 m) do przełomowej doliny rzeki Paleśnianki. W grzbiecie tym, w odległości 700 m na południowy wschód od Styru Północnego znajduje się drugi wierzchołek – Styr Południowy (468 m). Obydwa są mało wybitne i całkowicie zalesione. Pod szczytem widokowa platforma z panoramą Pogórza Rożnowskiego.
Zbocza i kulminację Styru Północnego i Południowego w 1998 r. objęto ochroną tworząc częściowy rezerwat przyrody Styr o powierzchni 97,83 ha. Ochroną objęto lasy porastające górę Styr i zbocza przełomowej doliny Paleśnianki z wieloma rzadkimi i chronionymi gatunkami roślin, fragment obszaru zalegania wód mineralnych z kilkoma źródłami oraz nieczynny kamieniołom „Bodzanty” z okresu I wojny światowej, jako interesujący obiekt geologiczno historyczny
Zbiorowiska leśne rezerwatu są zróżnicowane, występują tutaj następujące zbiorowiska roślinne tu: 
- żyzna buczyna karpacka
- kwaśna buczyna górska,
- żyzne jedliny,
- podgórski bór mieszany,
- grąd

Południowymi stokami Styru Północnego, omijając jego wierzchołek, prowadzi szlak turystyki pieszej.
Szlak turystyczny
 Piaski-Drużków (prom) – Głowaczka – Ruda Kameralna – Mogiła – Styr Południowy – Olszowa – Sucha Góra Zachodnia – Sucha Góra – Polichty